# Guido d'Acqui
Guido d'Acqui, dei Conti di Acquesana (Melazzo, 1004 circa – Acqui Terme, 2 giugno 1070), è stato vescovo di Acqui. È venerato come santo dalla Chiesa cattolica ed è il patrono della città di Acqui Terme e della diocesi.

## Biografia
I genitori di Guido erano i nobili signori dell'Acquesana che discendevano dai cavalieri venuti in Italia al seguito di Rodolfo II di Borgogna nel 921.
Erano amministratori di un castello ricevuto in dote dall'imperatore nel territorio di Acqui (Melazzo).
Rimasto orfano dei genitori, Guido fu cresciuto da un amministratore e da sua moglie che lo esortarono a dedicarsi agli studi a Bologna.
Guido rimase a Bologna dal 1019 al 1029. Tornato ad Acqui, dopo la morte del vescovo Dudone nel 1033, all'età di trent'anni, fu eletto vescovo il 17 marzo 1034. Fu vescovo della diocesi della città dal 1034 al 1070.
Durante questo periodo donò il castello e tutti i suoi beni alle pievi della diocesi di Acqui Terme e ne fondò di nuove. Fondò inoltre ad Acqui un centro di spiritualità e formazione per la gioventù femminile e il monastero di Santa Maria De Campis. Fece ingrandire ed abbellire la cattedrale di Acqui, dedicandola alla Madonna Assunta.
Alla morte il suo corpo fu deposto in un'arca di marmo e collocato nella cattedrale di Acqui Terme, dov'è tuttora.